# Ingo (Flamingo)

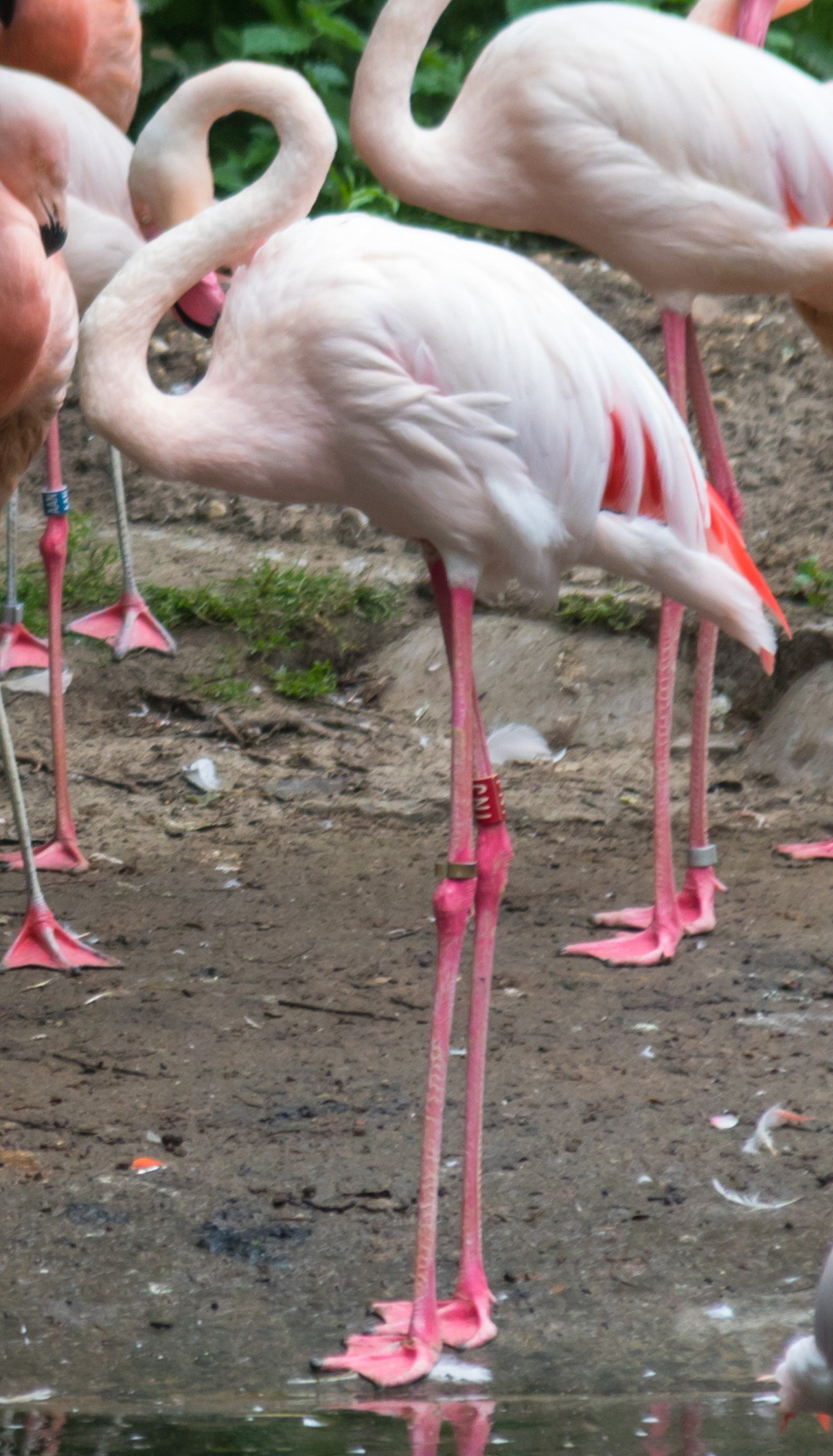
Ingo, 2016

Ingo (geschlüpft vor oder am 23. Juni 1948 in Kairo; gestorben 3. Februar 2024 in Berlin) war ein Rosaflamingo, der ab 1955 im Zoologischen Garten Berlin lebte. Zum Zeitpunkt seines Todes galt er mit einem Alter von mindestens 75 Jahren als das älteste Tier im Zoo.

## Leben
Die Ursprünge von Ingo lassen sich nicht mehr zweifelsfrei klären. Sicher ist, dass er 1955 aus dem Tierpark, damals Ost-Berlin, in den Zoologischen Garten Berlin in West-Berlin kam. Erst Jahrzehnte später entdeckte man an seinem Bein einen Ring mit der Aufschrift „Kairo, 23.6.1948“. Es ist unklar, worauf sich diese Angabe bezieht, aber vom Zoo wird dies als Beleg angesehen, dass Ingo 1948 oder davor geboren wurde. Nach der Entdeckung des Ringes löste er die Gorilla-Dame Fatou als ältestes Tier im Zoo ab. Flugfähig war Ingo nicht mehr, da seine Flügel, wie es damals üblich war, kupiert worden waren. Er gehörte zu den wenigen Flamingos im Zoo, die einen eigenen Namen bekamen.
Anfang der 1960er Jahre war der Zoologische Garten Berlin nach eigenen Angaben der erste Zoo in Deutschland, dem eine Kreuzung zwischen Chileflamingos und Rosaflamingos gelang. Ingo soll auch Nachkommen gezeugt haben, auch wenn diese nicht dokumentiert worden sind. Als 2017 das Sturmtief Xavier wütete, gehörte Ingo zu jenen Flamingos, die sich noch draußen aufhielten. In der Nacht starben 18 Flamingos durch fallende Äste, aber Ingo, der zu dem Zeitpunkt mindestens 69 Jahre alt war, gehörte zu den wenigen Überlebenden. Indirekt bezieht sich der Schlagersänger Ingo ohne Flamingo auf das Tier.
Ingo starb 2024 im Alter von mindestens 75 Jahren. Im Vergleich dazu beträgt die Lebenserwartung von in Wildbahn lebenden Flamingos ungefähr 30 Jahre. Über seinen Tod wurde überregional und international berichtet. Er soll aufgrund des Altersrekordes und seiner Beliebtheit neben anderen bekannten Tieren wie dem Gorilla Bobby, dem Panda Bao Bao und dem Eisbären Knut im Naturkundemuseum von Berlin ausgestellt werden.